# Opera North

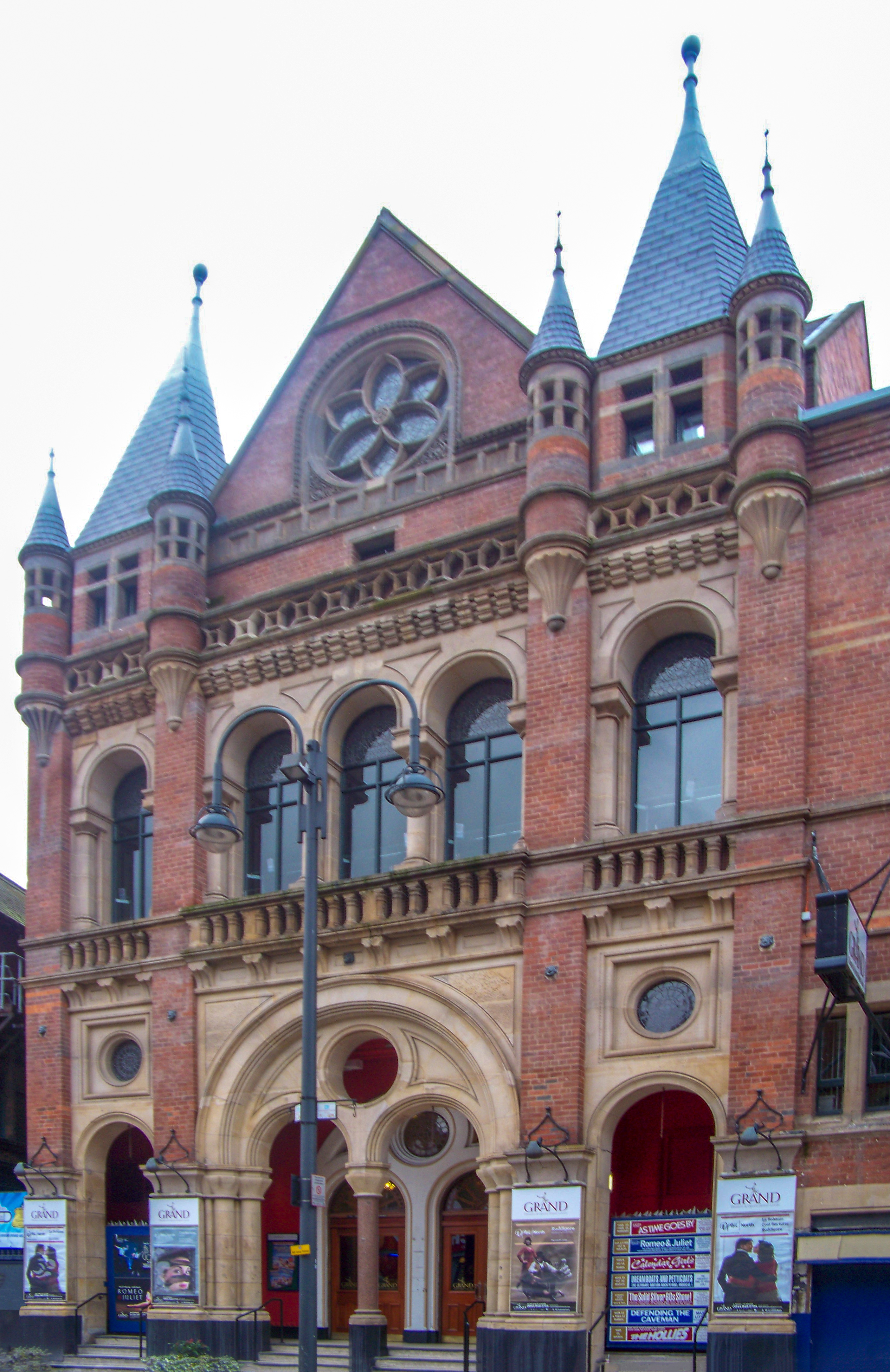
Das große Theater in Leeds, Spielstätte der Opera North

Die Opera North ist eine englische Opernkompagnie in Leeds. Ihre Spielstätte ist das dortige Grand Theatre. Das zur Kompagnie gehörende Orchester deckt neben Leeds die Städte Nottingham, Salford, Newcastle upon Tyne und andere Kommunen in Nordengland ab.

## Geschichte
Die Opera North wurde 1977 als Filiale der English National Opera gegründet, um in Nordengland ein qualitativ hochwertiges Opernorchester zu etablieren. Bis 1981 firmierte es noch unter dem Namen English National Opera, bis es dann offiziell als selbständiges Orchester in Opera North umbenannt wurde. Erster Musikdirektor und Gründer war der Dirigent David Lloyd-Jones, der diese Position bis 1990 bekleidete. Die erste Vorstellung gab das Orchester am 15. Oktober 1978 mit der Oper Samson et Dalila von Saint-Saëns.
Paul Daniel löste 1990 Lloyd-Jones als Musikdirektor ab und bekleidete diese Position bis 1997. Das Orchester konzentrierte sich in der Folgezeit auf die Uraufführungen bewährter Opern im Norden Englands, aber auch in der weiteren Umgebung. Danach wechselten sich in relativ schneller Folge mit Elgar Howarth bis 1999 (temporär) und Steven Sloane bis 2004 als Musikdirektoren ab. In ruhigeres Fahrwasser geriet das Orchester, als Richard Farnes 2004 die Führung übernommen hatte. Unter seiner Leitung inszenierte das Orchester über eine Spanne von vier Jahren den gesamten Opernzyklus von Wagners Der Ring des Nibelungen. Seinen bis 2015 laufenden Vertrag verlängerte Farnes um ein weiteres Jahr bis 2016. Im Oktober 2015 verpflichtete das Orchester Aleksandar Marković als Gastdirigenten, im Februar 2016 wurde bekannt, dass Marković die Nachfolge Farnes mit einem Vertrag für zunächst zwei Jahren antreten wird. Nach einem Jahr als designierter Leiter ab 2019 wurde der schottische Dirigent Garry Walker im August 2020 Musikdirektor des Orchesters.

## Musikalische Bandbreite des Orchesters

### Repertoire
Außer dem normalen Repertoire eines Opernorchesters sind ihm aber auch seltenere in Großbritannien aufgeführte Inszenierungen zu verdanken. Eine Auswahl des Potenzials, über das das Orchester verfügt:
| - Les mamelles de Tirésias (Poulenc) (1978) - The Mines of Sulphur (Richard Rodney Bennett) (1980) - A Village Romeo and Juliet (Delius) (1980) - Fürst Igor (Alexander Porfirjewitsch Borodin) (1982) - Beatrice and Benedict (Berlioz) (1983) - Johnny Strikes Up (Krenek) (1984, British première) - Intermezzo (Richard Strauss) (1986) - Daphne (Strauss) (1987, British première) - La finta giardiniera (Mozart) (1989) - Jérusalem (Giuseppe Verdi) (1990, British première) - Ariane et Barbe-Bleue (Dukas) (1990) - Maskarade (Carl Nielsen) (1990, British professional première) - King Priam (Michael Tippett) (1991) - L'étoile (Emmanuel Chabrier) (1991) - The Jewel Box (Mozart, arranged by Paul Griffiths) (1991) - The Thieving Magpie (Rossini) (1992) - Iolanta (Tchaikovsky) (1992) - The Duenna (Roberto Gerhard) (1992, British première) - Der ferne Klang (Schreker) (1992, British première) - La Gioconda (Ponchielli) (1993) | - Gloriana (Benjamin Britten) (1993) - Il re pastore (Mozart) (1993) - The Secret Marriage (Domenico Cimarosa) (1993) - Oberto conte di San Bonifacio (Verdi) (1994, British stage première) - The Reluctant King (Chabrier) (1994, British stage première) - Troilus and Cressida (William Walton) (1995) - Hamlet (Ambroise Thomas) (1995) - Medea (Luigi Cherubini) (1996) - Julietta (Bohuslav Martinů) (1997) - Giovanna d’Arco (Verdi) (1998) - Radamisto (Händel) (2000) - Genoveva (Schumann) (2000) - Moskau, Tscherjomuschki (Shostakovich) (2001) - Francesca da Rimini (Rachmaninov) (2004) - L’occasione fa il ladro (Rossini) (2004, British stage première) - Djamileh (Bizet) (2004) - La vida breve (Manuel de Falla) (2004) - La voix humaine (Poulenc) (2006) - Croesus (Reinhard Keiser) (2007, British première) - The Excursions of Mr Broucek (Janáček) (2009) |

2011 brachte das Orchester die Oper Das Porträt von Mieczysław Weinberg auf den Spielplan und startete den vierjährigen Zyklus von Wagners Der Ring des Nibelungen mit Rheingold in Leeds. Ebenfalls 2011 kam es zur Premiere der Oper Beached des Komponisten Harvey Brough mit einem Libretto von Lee Hall.

### Weltpremieren
Die Opera North zeichnete verantwortlich für die Weltpremieren der Opern Rebecca von Wilfred Josephs (1983), Caritas von Robert Saxton (1991), Baa, Baa, Black Sheep von Michael Berkeley (1993), Playing Away von Benedict Mason (1994),  The Nightingale's to Blame von Simon Holt (1998), Jonathan Doves The Adventures of Pinocchio (2007), Swanhunter (2009), Skin Deep von David Sawer und Armando Iannucci (2009). Ebenfalls im Juli 2009 brachte das Ensemble auf dem Manchester International Festival die erste von Rufus Wainwright komponierte Oper Prima Donna zur Aufführung.

### Musicals
Auch Musicals gehören zum Repertoire des Orchesters. So zum Beispiel das erste 1989 dargebrachte Stück von Jerome Kerns Show Boat (in Zusammenarbeit mit der Royal Shakespeare Company). Es dauerte dann noch sieben Jahre bis  1996 ein weiteres Musical von Kurt Weills Love Life mit einem Text von Alan Jay Lerner von dem Orchester eingespielt wurde. Dem folgten 1999 die Musicals von Gershwins Of Thee I Sing und Stephen Sondheims Sweeney Todd. 2006 wiederum von Kurt Weill One Touch of Venus, Die sieben Todsünden und Der Kuhhandel. Dem folgte 2009 dann wieder Gershwin mit Let ’Em Eat Cake, das Sequel von Of Thee I Sing und 2012 Rodgers und Hammersteins Carousel.

### Elektronische Musik
Ebenfalls arbeitete die Opera North intensiv mit der Electronica-Komponistin Mira Calix für Dead Wedding für das Manchester International Festival 2007 zusammen., sowie Oninbus und Chorus in den Jahren 2008 und 2009 für die Eröffnungsshow der United Visual Artists (UVA) in den Howard Assembly Rooms.

## Auszeichnungen
- Gewinner des South Bank Sky Arts Award 2022 (für Rigoletto, Regie Femi Elufowoju Jr., musikalische Leitung Garry Walker)[14]
- Gewinner des TMA Theatre Award für hervorragende Leistungen 2007 für die Oper Peter Grimes, unter der Regie von Phyllida Lloyd,[15] und 2004
- Gewinner des Royal Philharmonic Society Award für Opern- & Musik-Theatere 2007 (für Peter Grimes)[16] und 2005
- Gewinner des South Bank Show Award für Oper 2007 (für Peter Grimes)[17] and 2005 (for its Eight Little Greats season of one-act operas)[18]
- Gewinner des Manchester Evening News Theatre Awards für Opern 2004
- Gewinner des Audiences Yorkshire Award für die beste Marketing- und Publikumsentwicklung 2004

## Music directors
- David Lloyd-Jones (1978–1990)
- Paul Daniel (1990–1997)
- Steven Sloane (1999–2002)
- Richard Farnes (2004–2016)
- Aleksandar Markovic (2016–2017)[19]
- Garry Walker (seit 2020)